# Аль-Антаиф, Тисир
Тиси́р а́ль-Антаи́ф (араб. تيسير الأنتيف‎, 16 февраля 1974, Даммам) — саудовский футболист, вратарь сборной Саудовской Аравии и клуба «Аль-Иттихад» из Джидды, участник чемпионата мира 1998 года.

## Карьера

### Клубная
Воспитанник футбольной школы клуба «Аль-Иттифак» из Даммама, в котором начал и профессиональную карьеру в 1993 году. В 2000 году перешёл в «Аль-Ахли» из Джидды, в котором выступал до 2004 года, выиграв вместе с командой за это время дважды Кубок Саудовской федерации футбола и по 1-му разу Кубок наследного принца Саудовской Аравии, Турнир принца Фейсала бин Фахада для арабских клубов и Клубный кубок чемпионов Персидского залива. В конце 2004 года перешёл в клуб «Аль-Халидж», выступавший тогда в Саудовском первом дивизионе, однако, в нём играл недолго и уже в 2005 году перешёл в «Аль-Иттихад» из Джидды, в котором играет по сей день, став за это время вместе с командой впервые в своей карьере чемпионом Саудовской Аравии в 2007 году и финалистом первого в истории розыгрыша Саудовского кубка чемпионов в 2008 году.

### В сборной
В составе главной национальной сборной Саудовской Аравии выступает с 1994 года. Участник чемпионата мира 1998 года, на котором, однако, на поле так ни разу и не вышел.

## Достижения

### Командные
Чемпион Саудовской Аравии: (1)
- 2006/07

Обладатель Кубка наследного принца Саудовской Аравии: (1)
- 2001/02

Обладатель Кубка Саудовской федерации футбола: (2)
- 2000/01, 2001/02

Финалист Саудовского кубка чемпионов: (1)
- 2008

Победитель Турнира принца Фейсала бин Фахада для арабских клубов: (1)
- 2001/02

Обладатель Клубного кубка чемпионов Персидского залива: (1)
- 2002